# Blauw-Wit in het seizoen 1969/70
Het seizoen 1969/1970 was het 16e jaar in het bestaan van de Amsterdamse betaaldvoetbalclub Blauw-Wit. De club kwam uit in de Eerste divisie en eindigde daarin op de derde plaats. Tevens deed de club mee aan het toernooi om de KNVB beker, hierin werd in de eerste ronde verloren van Vitesse (1–3).

## Wedstrijdstatistieken

### Eerste divisie
|       | FC Den Bosch '67 | SC Cambuur | D.F.C. | Elinkwijk | Excelsior | Fortuna | Fortuna SC | De Graafschap | Helmond Sport | Heracles | HVC   | RCH   | Veendam | Vitesse | Volendam | De Volewijckers | Willem II |
| ----- | ---------------- | ---------- | ------ | --------- | --------- | ------- | ---------- | ------------- | ------------- | -------- | ----- | ----- | ------- | ------- | -------- | --------------- | --------- |
| Thuis | 2 – 0            | 0 – 1      | 0 – 0  | 2 – 1     | 0 – 1     | 0 – 0   | 4 – 2      | 0 – 0         | 1 – 0         | 3 – 1    | 1 – 1 | 1 – 0 | 1 – 0   | 2 – 1   | 0 – 0    | 0 – 0           | 3 – 3     |
| Uit   | 2 – 1            | 0 – 1      | 1 – 1  | 0 – 0     | 1 – 1     | 1 – 0   | 1 – 2      | 0 – 2         | 0 – 0         | 0 – 0    | 0 – 2 | 0 – 2 | 1 – 3   | 0 – 2   | 2 – 0    | 0 – 4           | 0 – 0     |

### KNVB beker
| 1e ronde                                           | Vitesse                                                    | 3 – 1 (2 – 0) | Blauw-Wit             |
| 19 oktober 1969 Plaats: Arnhem Nieuw-Monnikenhuize | Bennie Hofs 10' Chris de Vries 44' Ton van Wijk 80' (pen.) |               | 5' Richard Schemmekes |

## Statistieken Blauw-Wit 1969/1970

### Eindstand Blauw-Wit in de Nederlandse Eerste divisie 1969 / 1970
| Stand | Gespeeld | Gewonnen | Gelijk | Verloren | Punten | Doelpunten voor | Doelpunten tegen |
| ----- | -------- | -------- | ------ | -------- | ------ | --------------- | ---------------- |
| 3e    | 34       | 16       | 13     | 5        | 45     | 41              | 20               |

### Topscorers
| #                    | Naam               | Goal |
| -------------------- | ------------------ | ---- |
| 1.                   | Gerrit Kramer      | 13   |
| 2.                   | Theo de Jong       | 10   |
| 3.                   | Felix Muller       | 5    |
| 4.                   | Bennie Roode       | 4    |
| 4.                   | Richard Schemmekes | 4    |
| 6.                   | René van Breevoort | 3    |
| Onbekende doelpunten |                    |      |
| –                    | Onbekend           | 2    |
| Totaal               | Totaal             | 41   |

| #      | Naam               | Goal |
| ------ | ------------------ | ---- |
| 1.     | Richard Schemmekes | 1    |
| Totaal | Totaal             | 1    |

## Voetnoten
Blauw-Wit ·
FC Den Bosch '67 ·
Cambuur ·
D.F.C. ·
Elinkwijk ·
Excelsior ·
Fortuna SC ·
Fortuna ·
De Graafschap ·
Helmond Sport ·
Heracles ·
HVC ·
RCH ·
Veendam ·
Vitesse ·
Volendam ·
De Volewijckers ·
Willem II